# شهرستان هارفورد (مریلند)
شهرستان هارفورد، مریلند (به انگلیسی: Harford County, Maryland) یک سکونتگاه مسکونی در ایالات متحده آمریکا است که در مریلند واقع شده‌است.